# Il Piccolo Principe (gioco)
Il Piccolo Principe è un gioco da tavolo di Antoine Bauza e Bruno Cathala pubblicato nel 2013 dalla società francese Ludonaute. Ogni giocatore dovrà costruire davanti a sé il proprio pianeta utilizzando delle tessere che contengono vari simboli. Ogni pianeta darà quindi dei punti in base ai personaggi che verranno scelti. Nel 2014 il gioco ha vinto ha vinto il premio Gioco dell'Anno.

## Il gioco
Il giocatore di turno sceglie un numero di tessere, da una delle pile precedentemente suddivise per tipologia (bordo pianeta, parte centrale, personaggi), pari al numero di giocatori e sceglie per primo la tessera. Contemporaneamente indica il secondo giocatore che a sua volta sceglie la tessera e indica il terzo giocatore e così via fino all'ultimo partecipante che diventerà il primo giocatore del turno successivo. Ogni giocatore comporrà così davanti a sé un pianeta composto da 4 tessere parte centrale del pianeta e 8 tessere bordo del pianeta ognuno delle quali avrà dei simboli, come ad esempio animali ed oggetti. Questi serviranno ad ottenere dei punti in base alle abilità indicate da ulteriori 4 tessere raffiguranti dei personaggi da scegliere e da porre ai 4 angoli del pianeta. Vince chi alla fine della costruzione del pianeta colleziona più punti, ricordando però 2 regole fondamentali. La prima è quella che su un pianeta non possono essere presenti più di 3 alberi di baobab. Se questa condizione si verifica, le tessere con raffigurati gli alberi dovranno essere girate dal lato opposto perdendo così tutti i simboli che potrebbero dare punti. La seconda regola è quella che il giocatore con il maggior numero di vulcani perde tanti punti vittoria quanti sono i vulcani presenti sul proprio pianeta.

## Premi e riconoscimenti
Il gioco ha vinto i seguenti premi e avuto i seguenti riconoscimenti:
- 2013
  - Le Lys Grand Public: finalista;
  - Juego del Año: finalista;
  - Golden Geek Best Family Board Game: nominato;
  - Golden Geek Best Children's Board Game: nominato.
- 2014
  - Hungarian Board Game Award: vincitore;
  - Gioco dell'Anno: vincitore.